# HMS Daring (2006)
HMS Daring (D32) – brytyjski niszczyciel typu 45, pierwszy z sześciu okrętów serii mającej zastąpić jednostki typu 42. 

## Służba
Daringa zwodowano 1 lutego 2006 roku, niemal trzy lata od położenia stępki. Matką chrzestną niszczyciela była Zofia, hrabina Wesseksu.

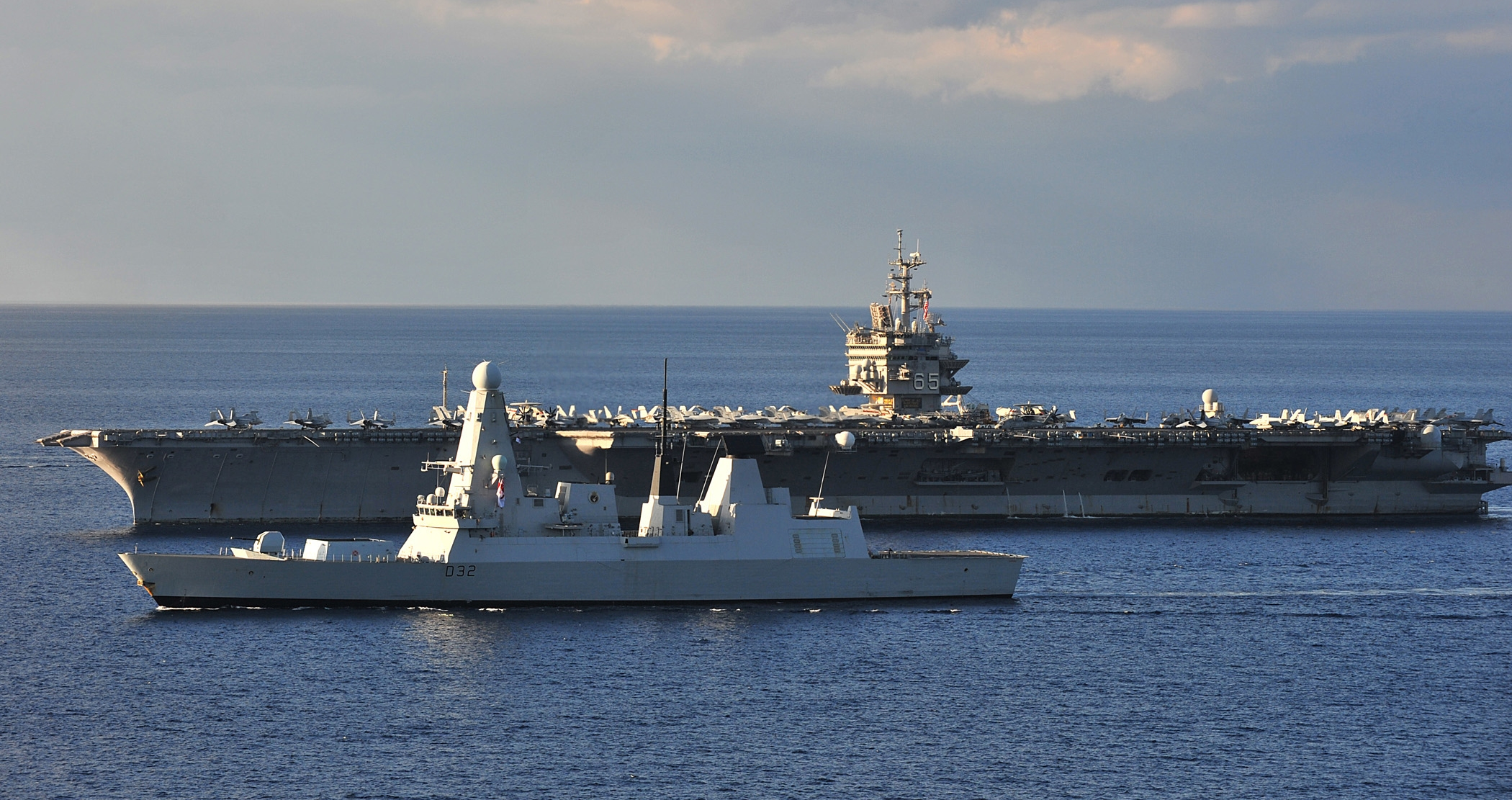
HMS Daring i USS Enterprise (CVN-65).

Pod banderą Royal Navy służy od lipca 2009 roku. 11 stycznia roku 2012 wyruszył na pierwszą, półroczną misję, na wody wokół Półwyspu Arabskiego. Współdziałał tam z okrętami australijskimi, amerykańskimi i pakistańskimi

## Konstrukcja
HMS Daring jest przede wszystkim okrętem obrony przeciwlotniczej, mającym chronić lotniskowce i siły desantowe przed atakiem z powietrza. Podstawą jego potencjału bojowego w tym zakresie jest system PAAMS (Sea Viper), wykorzystujący radary SAMPSON (na charakterystycznym, ostrosłupowym maszcie) i S1850M oraz pociski rakietowe Aster 15 i Aster 30. Do walki z nieprzyjacielskimi okrętami może wykorzystywać pociski rakietowe Harpoon (Daring jest przystosowany do instalacji dwu poczwórnych wyrzutni, jednak na chwilę obecną nie planuje się ich zamontowania) i Sea Skua (odpalane z pokładowego śmigłowca Lynx), a także torped Sting Ray do zwalczania okrętów podwodnych (również odpalane ze śmigłowca).
Przy projektowaniu duży nacisk położono na zmniejszenie skutecznej powierzchni odbicia (właściwości stealth) oraz zwiększenie komfortu załogi.